# 東北電力エナジートレーディング
東北電力エナジートレーディング株式会社（とうほくでんりょくエナジートレーディング、英: Tohoku EPCO Energy Trading Co.,Inc.）は、東京都千代田区に本社を置く、東北電力グループの電力トレーディング事業会社である。

## 概要
2017年、東北電力が100%出資する電力・燃料トレーディング事業会社として設立。電力取引市場を活用した卸電力の売買等による収益力の強化、燃料先物の活用などによる燃料費の変動抑制を目的とする。トレーダーらは商社や銀行から採用する。

## 沿革
- 2017年（平成29年）
  - 6月30日：「東北電力エナジートレーディング株式会社」設立
  - 11月：小売電気事業者 登録
- 2018年（平成30年）4月：事業開始
- 2024年（令和6年）5月：本社オフィスを秋葉原に移転

## 歴代社長
| 氏名     | 就任   | 備考                                            |
| -------- | ------ | ----------------------------------------------- |
| 土方薫   | 2017年 | 現・東北電力株式会社 常務執行役員               |
| 滝波剛   | 2021年 | 現・東北電力株式会社 販売カンパニー販売戦略部長 |
| 渡邊道仁 | 2023年 | 現任                                            |